# Real Valladolid Club de Fútbol
O Real Valladolid Club de Fútbol é um clube de futebol espanhol da cidade de Valladolid, situada na região autônoma de Castela e Leão. Atualmente disputa a La Liga 2, correspondente à segunda divisão espanhola.

## História
Foi fundado em 20 de junho de 1928, com o nome de Real Valladolid Deportivo através da fusão das equipes, Real Unión Deportiva e Club Deportivo Español.
Na temporada 2009-10, a equipe terminou no 18º lugar da tabela, sendo rebaixada para a segunda divisão. Conseguiu retornar à La Liga para a temporada 2012-2013, depois de terminar em 3º lugar na 2ª División e obter a promoção nos play-offs. Porém, na temporada 2013-2014, o time jogou mal e terminou a primeira divisão na 19ª e penúltima posição, sendo novamente rebaixado à segunda divisão após duas temporadas.
Em 3 de setembro de 2018, o ex-jogador de futebol Ronaldo Nazário foi anunciado como acionista majoritário do Valladolid após a compra de 51% do controle acionário do clube por 30 milhões de euros. O ex-jogador investiu ainda 2,5 milhões de euros para realizar reformas no Estádio José Zorrilla.
No primeiro ano sob o comando de Ronaldo, o Valladolid se manteve na primeira divisão. Na temporada seguinte, porém, o time não conseguiu evitar o rebaixamento.
Na temporada 2021-22, o Valladolid garantiu seu retorno à elite do futebol espanhol após vencer o Huesca por 3 a 0 e ficar com a segunda posição do torneio.

## Títulos
| NACIONAIS  | NACIONAIS                                    | NACIONAIS | NACIONAIS                           |
|            | Competição                                   | Títulos   | Temporadas                          |
|            | Copa da Liga Espanhola                       | 1         | 1983-84                             |
|            | Copa da Federação Espanhola                  | 1         | 1952-53                             |
| semmdolura | Campeonato Espanhol - 2ª Divisão             | 3         | 1947-48, 1958-59 e 2006-07          |
| semmdolura | Campeonato Espanhol - 2ª Divisão (Play-offs) | 2         | 2011-12 e 2017-18                   |
| semmdolura | Campeonato Espanhol - 3ª Divisão             | 4         | 1932-33, 1933-34, 1945-46 e 1946-47 |
| REGIONAIS  | REGIONAIS                                    | REGIONAIS | REGIONAIS                           |
|            | Competição                                   | Títulos   | Temporadas                          |
|            | Campeonato Regional Castellano-Leonés        | 1         | 1930-31                             |
|            | Copa Castilla y León                         | 1         | 1985                                |
| TOTAL      | TOTAL                                        | TOTAL     | TOTAL                               |
|            | Conquistas                                   | Títulos   | Categorias                          |
|            | Títulos oficiais                             | 13        | 11 Nacionais e 2 Regionais          |
| ---------- | -------------------------------------------- | --------- | ----------------------------------- |

## Elenco atual
Atualizado em 12 de março de 2025.
Legenda
- : Capitão

### Torneios amistosos
- Troféu Cidade de Valladolid: 23 (1972, 1976, 1979, 1980, 1984, 1985, 1987, 1988, 1991, 1993, 1994, 1996, 2000, 2001, 2002, 2003, 2004, 2005, 2008, 2009, 2014, 2015 e 2016)

- Copa Duward: 1 (1951-52)